# Ahmed Abdalla Jamil
Ahmad Abdulla Jamil Abdulla Suroor, meglio noto come Ahmed Jamil (in arabo عبدالله الحشاش‎?; Dubai, 16 gennaio 1999), è un calciatore emiratino, difensore dell'Shabab Al-Ahli e della nazionale emiratina.
Ahmad è figlio dell'ex calciatore emiratino e portiere dell'Shabab Al-Ahli, Abdulla Jamil.

## Carriera

### Club
Ahmed cresce calcisticamente nella squadra dell'Shabab Al-Ahli. Fece il suo esordio da professionista proprio con la squadra di Dubai nel dicembre 2019, giocando da titolare nella sfida vinta per 4-0 contro l'Al-Wahda realizzando anche il suo primo goal da professionista nella stessa partita.
Nella stagione 2022-23 gioca un ruolo cruciale nel reparto difensivo dell'Shabab Al-Ahli e con 24 presenze contribuisce alla vittoria della UAE Arabian Gulf League 2022-23, anche se un infortunio al piede lo costringe a saltare le ultime partite del campionato. 
Nell'estate 2023 firma un rinnovo di contratto con la squadra di Dubai, legandosi al club fino al 2028.

### Nazionale
Ahmed nel 2018 ha preso parte con la Nazionale Under-20 di calcio degli Emirati Arabi Uniti al Campionato asiatico di calcio Under-19 2018 giocando da titolare tutte le tre partite della competizione. 
Nel 2022 ha invece preso parte con la Nazionale Under-23 alla Coppa d'Asia AFC Under-23 2022, giocando anche in questa occasione tutte le gare disputate dalla sua nazionale.
Il 23 settembre 2022 ha fatto il suo debutto con la Nazionale maggiore emiratina, subentrando all'ottantasettesimo minuto, nella partita amichevole persa per 1-0 contro il Paraguay. Nel gennaio 2023 viene  inserito nella lista dei convocati per la Coppa delle nazioni del Golfo 2023 dove scende in campo in tutte le tre partite giocate e per due volte parte titolare. 
Ahmed è stato poi inserito anche nei convocati per la Coppa d'Asia 2023, collezionando però solo pochi minuti sul campo.

## Statistiche

### Presenze e reti nei club
Statistiche aggiornate al 8 aprile 2024..
| Stagione        | Squadra         | Campionato      | Campionato | Campionato | Coppe nazionali | Coppe nazionali | Coppe nazionali | Coppe internazionali | Coppe internazionali | Coppe internazionali | Altre coppe | Altre coppe | Altre coppe | Totale | Totale |
| Stagione        | Squadra         | Comp            | Pres       | Reti       | Comp            | Pres            | Reti            | Comp                 | Pres                 | Reti                 | Comp        | Pres        | Reti        | Pres   | Reti   |
| --------------- | --------------- | --------------- | ---------- | ---------- | --------------- | --------------- | --------------- | -------------------- | -------------------- | -------------------- | ----------- | ----------- | ----------- | ------ | ------ |
| 2019-2020       | Shabab Al-Ahli  | PL              | 5          | 1          | CPA+CdL         | 0+6             | 0+0             | ACL                  | 2                    | 0                    | -           | -           | -           | 13     | 1      |
| 2020-2021       | Shabab Al-Ahli  | PL              | 7          | 0          | CPA+CdL         | 1+6             | 0+0             | ACL                  | 0                    | 0                    | SE          | 0           | 0           | 14     | 0      |
| 2021-2022       | Shabab Al-Ahli  | PL              | 9          | 0          | CPA+CdL         | 1+2             | 0+0             | ACL                  | 3                    | 0                    | SE          | 1           | 0           | 16     | 0      |
| 2022-2023       | Shabab Al-Ahli  | PL              | 24         | 0          | CPA+CdL         | 3+2             | 0+0             | -                    | -                    | -                    | -           | -           | -           | 29     | 0      |
| 2023-2024       | Shabab Al-Ahli  | PL              | 11         | 1          | CPA+CdL         | 0+2             | 0+0             | ACL                  | 0                    | 0                    | SE          | 1           | 0           | 14     | 1      |
| Totale carriera | Totale carriera | Totale carriera | 56         | 2          |                 | 23              | 0               |                      | 5                    | 0                    |             | 2           | 0           | 86     | 2      |

### Cronologia presenze e reti in Nazionale
| Cronologia completa delle presenze e delle reti in nazionale ― Emirati Arabi Uniti | Cronologia completa delle presenze e delle reti in nazionale ― Emirati Arabi Uniti | Cronologia completa delle presenze e delle reti in nazionale ― Emirati Arabi Uniti | Cronologia completa delle presenze e delle reti in nazionale ― Emirati Arabi Uniti | Cronologia completa delle presenze e delle reti in nazionale ― Emirati Arabi Uniti | Cronologia completa delle presenze e delle reti in nazionale ― Emirati Arabi Uniti | Cronologia completa delle presenze e delle reti in nazionale ― Emirati Arabi Uniti | Cronologia completa delle presenze e delle reti in nazionale ― Emirati Arabi Uniti |
| Data                                                                               | Città                                                                              | In casa                                                                            | Risultato                                                                          | Ospiti                                                                             | Competizione                                                                       | Reti                                                                               | Note                                                                               |
| ---------------------------------------------------------------------------------- | ---------------------------------------------------------------------------------- | ---------------------------------------------------------------------------------- | ---------------------------------------------------------------------------------- | ---------------------------------------------------------------------------------- | ---------------------------------------------------------------------------------- | ---------------------------------------------------------------------------------- | ---------------------------------------------------------------------------------- |
| 23-9-2022                                                                          | Wiener Neustadt                                                                    | Paraguay                                                                           | 1 – 0                                                                              | Emirati Arabi Uniti                                                                | Amichevole                                                                         | -                                                                                  | 87’                                                                                |
| 27-9-2022                                                                          | Wiener Neustadt                                                                    | Emirati Arabi Uniti                                                                | 0 – 4                                                                              | Venezuela                                                                          | Amichevole                                                                         | -                                                                                  |                                                                                    |
| 16-11-2022                                                                         | Abu Dhabi                                                                          | Emirati Arabi Uniti                                                                | 0 – 5                                                                              | Argentina                                                                          | Amichevole                                                                         | -                                                                                  | 65’                                                                                |
| 19-11-2022                                                                         | Abu Dhabi                                                                          | Emirati Arabi Uniti                                                                | 2 – 1                                                                              | Kazakistan                                                                         | Amichevole                                                                         | -                                                                                  |                                                                                    |
| 30-12-2022                                                                         | Dubai                                                                              | Emirati Arabi Uniti                                                                | 1 – 0                                                                              | Libano                                                                             | Amichevole                                                                         | -                                                                                  | 73’                                                                                |
| 7-1-2023                                                                           | Basra                                                                              | Bahrein                                                                            | 2 – 1                                                                              | Emirati Arabi Uniti                                                                | Gulf Cup 2023 - 1º turno                                                           | -                                                                                  |                                                                                    |
| 10-1-2023                                                                          | Basra                                                                              | Emirati Arabi Uniti                                                                | 0 – 1                                                                              | Kuwait                                                                             | Gulf Cup 2023 - 1º turno                                                           | -                                                                                  | 78’                                                                                |
| 13-1-2023                                                                          | Basra                                                                              | Qatar                                                                              | 1 – 1                                                                              | Emirati Arabi Uniti                                                                | Gulf Cup 2023 - 1º turno                                                           | -                                                                                  | 90+2’                                                                              |
| 6-1-2024                                                                           | Abu Dhabi                                                                          | Emirati Arabi Uniti                                                                | 0 – 1                                                                              | Oman                                                                               | Amichevole                                                                         | -                                                                                  | 62’                                                                                |
| 14-1-2024                                                                          | Al Rayyan                                                                          | Emirati Arabi Uniti                                                                | 3 – 1                                                                              | Hong Kong                                                                          | Coppa d'Asia 2023 - 1º turno                                                       | -                                                                                  | 88’                                                                                |
| 21-3-2024                                                                          | Abu Dhabi                                                                          | Emirati Arabi Uniti                                                                | 2 – 1                                                                              | Yemen                                                                              | Qual. Mondiali 2026                                                                | -                                                                                  | 16’ 22’                                                                            |
| Totale                                                                             |                                                                                    | Presenze                                                                           | 11                                                                                 |                                                                                    | Reti                                                                               | 0                                                                                  |                                                                                    |

## Palmarès

### Club

#### Competizioni nazionali
- UAE Arabian Gulf League: 2

Shabab Al-Ahli: 2022-2023, 2024-2025
- Coppa del Presidente degli Emirati Arabi Uniti: 1 :

Shabab Al-Ahli: 2020-2021
- UAE Arabian Gulf Cup: 1 :

Shabab Al-Ahli: 2020-2021
- UAE Super Cup: 2 :

Shabab Al-Ahli: 2020, 2023